# Muzeum Dr. Bohuslava Horáka v Rokycanech
Muzeum Dr. Bohuslava Horáka v Rokycanech (dříve také Okresní muzeum Rokycany) je muzejní instituce nacházející se v centru města Rokycany. Muzeum je pobočkou Západočeského muzea v Plzni a členem Asociace muzeí a galerií. 

## Historie
Muzeum v Rokycanech se pokusil neúspěšně založit již roku 1896 ředitel školy Josef Sedlák. Roku 1904 obnovil myšlenku založení muzea profesor Bohuslav Horák. K otevření muzea došlo 24. září 1905. Původně se muzeum nacházelo ve dvou místnostech měšťanské školy, roku 1931 získalo muzeum celou budovu dívčí školy u kostela, kde sídlí dodnes. Od roku 1988 vydává muzeum Sborník Muzea Dr. Bohuslava Horáka v Rokycanech. V letech 2003-2014 byl zřizovatelem muzea Plzeňský kraj, roku 2015 se muzeum stalo pobočkou Západočeského muzea.

## Sbírka muzea
Muzeum uchovává sbírky historické a přírodovědné, které jsou rozděleny na 11 podsbírek.

## Expozice a výstavy
V muzeu se nachází šest stálých expozic: Železářská výroba na Rokycansku a Podbrdsku, Venkovské bydlení na Rokycansku, Měšťanská domácnost na Rokycansku, Rokycansko v minulosti, Příroda pro budoucnost a Otisky času. Dále muzeum pořádá pravidelné výstavy. 